# Eduardo Fajardo

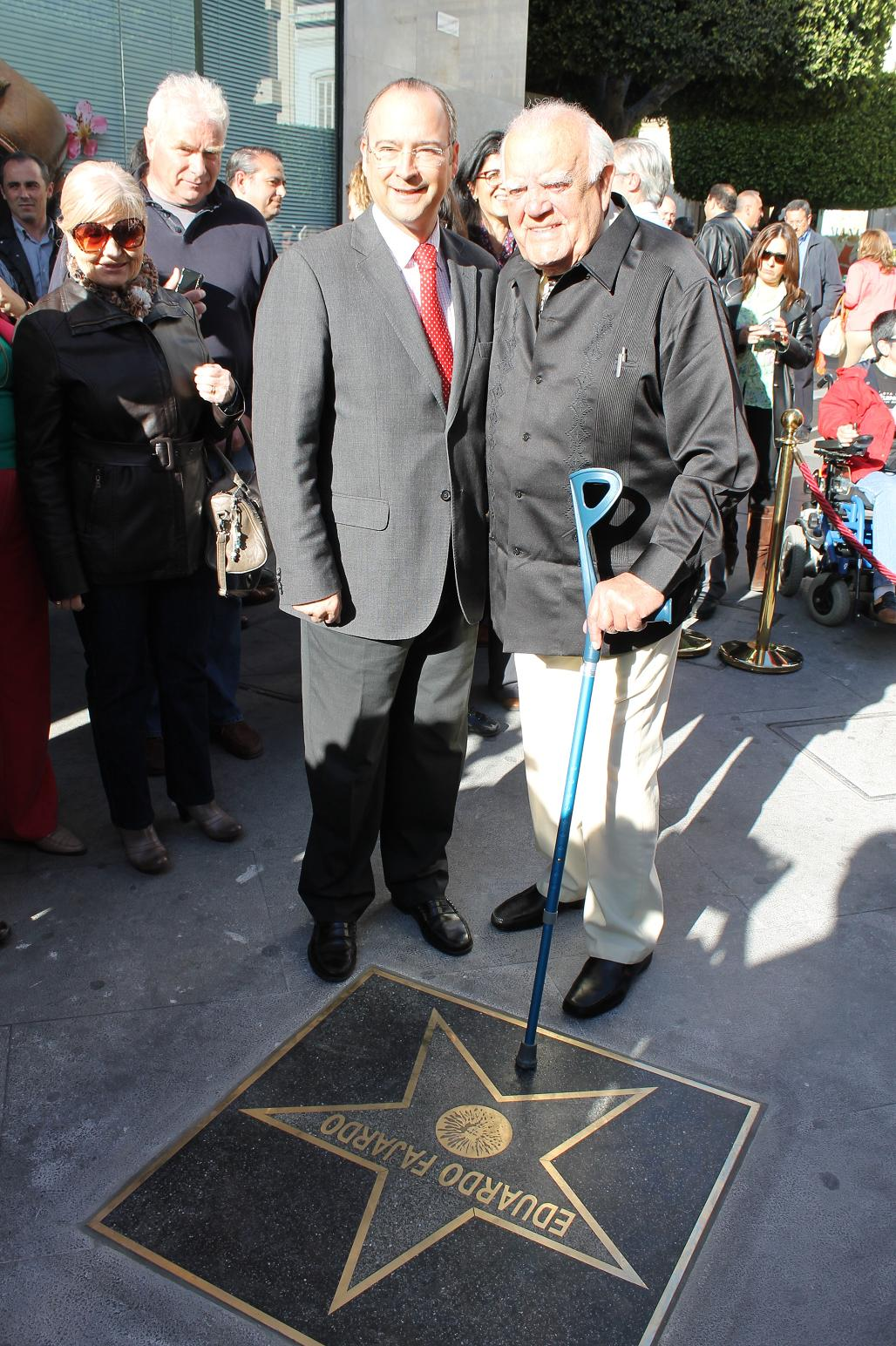
Eduardo Fajardo, 2012

Eduardo Fajardo (* 14. August 1924 in Meis, Pontevedra; bürgerlich Eduardo Martinez Fajardo; † 4. Juli 2019 in Mexiko) war ein spanischer Schauspieler.

## Leben
Fajardo verbrachte seine Kindheit in Haro und ging zum Studium nach Santander. Gegen die Tradition seiner Kaufmannsfamilie begann der mit sonorer Stimme versehene Fajardo 1942 als Synchronsprecher meist US-amerikanischer Filme seine schauspielerischen Aktivitäten; sein erster Kinofilm in einer gelisteten Rolle war Heroes del 95 (1947), den er nach Vertragsunterzeichnung mit der Produktionsgesellschaft „Cifesa“ drehte. Zwischen 1953 und 1963 lebte er meist in Mexiko, wo er an zahlreichen Fernseh- und Filmprojekten teilnahm; nach der Rückkehr in sein Geburtsland arbeitete Fajardo unablässig für den Film und wurde durch seine Rollen in zahlreichen Italowestern bekannt, spielte aber auch in anderen Genres, so in vielen Gialli und Abenteuerfilmen. Ab den 1980er Jahren war er hauptsächlich in Fernsehserien zu sehen.
Fajardos markante Erscheinung und spürbare Leinwandpräsenz ließen ihn meist die Charakterrollen von Banditenchefs oder vornehmen, aber bösartigen Lebemännern übernehmen. Ein Künstlername Fajardos war Edward Hamilton. Nach seinem Rückzug von Film und Fernsehen zog er nach Almería, wo er seit 2002 das Theaterprojekt „Teatro sin Barreras“ leitete, in dem Menschen mit Behinderungen spielen und für das er gelegentliche Gastrollen übernahm.
2011 wurde Fajardo für seine fast 200 Film- und Fernsehrollen umfassende Karriere in Níjar geehrt.

## Filmografie (Auswahl)
- 1947: Héroes del 95
- 1948: Mare Nostrum
- 1949: El capitán de Loyola
- 1951: Mit leeren Händen (Balarrasa)
- 1961: Ánimas Trujano (El hombre importante)
- 1965: Eine Bahre für den Sheriff (Una bara per lo sceriffo)
- 1965: Die Rückkehr des Gefürchteten (Erik il Vichingo)
- 1965: Vergeltung am Wichita-Paß (Gli eroi di Fort Worth)
- 1966: Agent 3S3 pokert mit Moskau (Agente 3S3 massacro al sole)
- 1966: Django
- 1966: Es geht um deinen Kopf, Amigo (Ringo, il volto della vendetta)
- 1966: Frauen als Köder für CD 7 (Un colpo da mille miliardi)
- 1966: La grande notte di Ringo
- 1967: Argoman – Der phantastische Supermann (Come rubare la corona d'Inghilterra)
- 1967: Die Doppelgänger (Colpo maestro al servizio di Sua Maestà britannica)
- 1967: Shamango (Gentleman Jo… uccidi)
- 1967: Das Todeslied von Laramie (Sette pistole per un massacro)
- 1967: Die Zeit der Geier (Il tempo degli avvoltoi)
- 1968: Ein Colt für hundert Särge (Una pistola per cento bare)
- 1968: Copper Face (Tutto per tutto)
- 1968: Einer nach dem anderen – ohne Erbarmen (Uno a uno sin piedad)
- 1968: Der Fremde von Paso Bravo (Uno straniero a Paso Bravo)
- 1968: Die gefürchteten Zwei (Il Mercenario)
- 1968: Killer adios (Killer adios)
- 1968: Pagò cara su muerte
- 1959: Fünf Hundesöhne (5 figli di cane)
- 1969: Die heiße Mache – Chicago 1929 (Tiempo de Chicago)
- 1969: Stukas über London (La battaglia d'Inghilterra)
- 1969: Viva Cangaceiro (O Cangaceiro)
- 1969: Die Wahrheit über Frank Mannata (¡Viva América!)
- 1970: Arriva Garringo (Reza por tu alma… y muere)
- 1970: Laßt uns töten, Companeros (Vamos a matar, compañeros)
- 1970: Shangos letzter Kampf (Shango la pistola infallibile)
- 1970: Spiel dein Spiel und töte, Joe (Un uomo chiamato Apocalisse Joe)
- 1971: El bandido Malpelo
- 1971: Der Conquistador (La araucana)
- 1971: Matalo (…y seguian robandose el millon de dolares)
- 1971: Die dummen Streiche der Reichen (La folie des grandeurs)
- 1971: Knie nieder und friß Staub (Anda muchacho, spara!)
- 1971: Zwei wilde Companeros (Viva la muerte… tua!)
- 1972: Bete, Amigo! (Che c'entriamo noi con la rivoluzione?)
- 1972: Coartada en disco rojo
- 1972: Das Haus im Nebel (La mansión de la niebla)
- 1972: Die rote Sonne der Rache (La banda J.S.: cronaca criminale del Far West)
- 1972: Tedeum – Jeder Hieb ein Prankenschlag (Tedeum)
- 1973: Alle für einen – Prügel für alle (Tutti per uno… botte per tutti)
- 1973: Der Clan der Killer (Un tipo con una faccia strana ti cerca per ucciderti)
- 1973: Fuzzy, halt die Ohren steif! (Tequila!)
- 1973: Die Haie von Barcelona (La redada)
- 1973: Im Dutzend zur Hölle (Il consigliori)
- 1973: Lisa und der Teufel (Lisa e il diavolo)
- 1973: Der scharlachrote Buchstabe
- 1973: Verflucht dies Amerika
- 1974: Blutige Magie (Eroticofollia)
- 1974: Kara Ben Nemsi Effendi, 2. Staffel (Fernsehserie)
- 1974: Die vier Musketiere – Die Rache der Mylady (The Four Musketeers)
- 1975: Death-Games – Herz As des Todes (Juego sucio en Panama)
- 1975: Die Öl-Piraten (Docteur Justice)
- 1975: Sergeant Berry (Fernsehserie)
- 1975: Das Tal der tanzenden Witwen
- 1975: Zwei irre Typen mit ihrem tollen Brummi (Simone e Matteo: Un gioco da ragazzi)
- 1975: Zwei linke Brüder auf dem Weg zur Hölle (Storia di arcieri, pugni e occhi neri)
- 1976: Das Mädchen mit der Korallenhaut (La ragazza dalla pelle di corallo)
- 1979: Dschungel Django (Il cacciatore degli squali)
- 1979: Zwei Kuckuckseier im Gruselnest (Polvos mágicos)
- 1980: Großangriff der Zombies (Incubo sulla città contaminata)
- 1981: Panik im Casino (Asalto al casino)
- 1982: Das Vatikan-Komplott (Morte in Vaticano)
- 1983: The Executor – Der Vollstrecker (Il giustiziere della strada)
- 1983: Hundra
- 1983: Oase der Zombies (La tumba de los muertos vivientes)
- 1983: Der Mann von Suez (L’homme de Suez) (Fernseh-Vierteiler)
- 1984: Der Tempel des blutigen Goldes (Yellow Hair and the Fortress of Gold)
- 1988: Brother from Space (Hermano del espacio) (gedreht 1984)